# Las Palmas (Córdova)
Las Palmas (Córdoba) é uma comuna da província de Córdoba, na Argentina.